# Christian Martin Joachim Frähn
Christian Martin Joachim Frähn (Rostock, 4 giugno 1782 – San Pietroburgo, 16 agosto 1851) è stato un numismatico, orientalista e storico tedesco naturalizzato russo.

## Biografia
Nativo di Rostock (Ducato di Meclemburgo-Schwerin), Frähn iniziò i suoi studi orientalistici sotto Oluf Gerhard Tychsen nell'Università di Rostock e, in seguito, a Gottinga e Tubinga. Si diplomò in Latino nel famoso istituto di Pestalozzi nel 1804, insegnò poi come Libero docente (Privatdozent) nel 1806 e l'anno seguente fu prescelto per occupare la cattedra di Lingue Orientali nell'Università russa di Kazan.
Insegnò qui dal 1815 e fu successivamente invitato a succedere a Oluf Gerhard Tychsen nella sua cattedra a Rostock, ma preferì andare a San Pietroburgo, dove divenne direttore del Museo Asiatico e consigliere di Stato.
Frähn nel 1817 fu eletto membro ordinario dell'Accademia. Non insegnò a San Pietroburgo, ma alcuni eruditi russi, iranologhi o arabisti, si considerarono suoi allievi perché diede loro delle lezioni private. Vladimir Tizengausen proseguì i suoi studi.
Il 30 gennaio 1823 divenne socio dell'Accademia delle scienze di Torino.

## Opere
Frähn ha scritto oltre 150 opere. Tra le più importanti si ricordano:
- Numophylacium orientale Pototianum, Riga, Hartmann,  1813
- De numorum Bulgharicorum fonte antiquissimo, 1816
- Beiträge zur Muhammedanischen Münzkunde aus St. Petersburg: oder Auswahl seltener und merkwürdiger, bis dahin unbekannter Muhammedanischer Münzen aus dem Kabinet des P. Pflug. Berlino, 1820
- Des muhammedanische Münzkabinet des asiatischen Museum der kaiserl. Akademie der Wissenschaf ten zu St Petersburg, 1821
- Numi cufici ex variis museis selecti, San Pietroburgo, 1823
- Antiquitatis Muhammedanae monumenta varia , San Pietroburgo, 1820-22, 2 voll.
- Ch. M. Fraehnii Recensio numorum Muhammedanorum Academiae imp. scient. Petropolitanae, San Pietroburgo, 1826 (II ed. 1855).
- Ibn-Foszlan's und anderer Araber Berichte über die Russen älterer Zeit. Frähn, Christian Martin. - Frankfurt am Main : Inst. for the History of Arab.-Islamic Science, 1994, Reprint of the ed. St. Petersburg 1823 / Institute for the History of Arabic-Islamic Science at the Johann Wolfgang Goethe University Frankfurt am Main
  - riedizione: Amburgo, Buske, 1976
- Notice d'une centaine d'ouvrages arabes, lac., qui manquent en grande partie aux bibliothèques de l'Europe, 1834
- Ueber alte sued-sibirische Graeberfunde mit Inschriften von gewissem Datum, San Pietroburgo, 1837.
- Sammlung kleiner Abhandlungen die muhammedanische Numismatik betreffend, Lipsia, 1839; nuova ediz., San Pietroburgo, 1844
- Miscellen aus dem Gebiete der orientalischen Litteratur St. Petersburg, 1840
- Indications bibliographiques, San Pietroburgo, 1845
- Nova supplementa ad recensionem Num. Muham. Acad. Imp. Sci. Petropolitanae, 1855
- Cosmographie de Dimeschky, San Pietroburgo, Impr. de l'Acad. Impér. des Sciences, 1866

La sua descrizione di alcune monete coniate dai signori samanidi e buwaihidi (1804) fu scritta direttamente in arabo perché non aveva in quel momento tipi dell'alfabeto latino.